# Narikala
 (juillet 2017).
Si vous disposez d'ouvrages ou d'articles de référence ou si vous connaissez des sites web de qualité traitant du thème abordé ici, merci de compléter l'article en donnant les références utiles à sa vérifiabilité et en les liant à la section « Notes et références ».
Narikala (géorgien : ნარიყალა) est une ancienne forteresse surplombant Tbilissi, la capitale de la Géorgie, et le fleuve Koura.
La forteresse se compose de deux enceintes fortifiées sur une colline escarpée entre les bains publics et les jardins botaniques de Tbilissi. Sur la partie inférieure, restaurée récemment, se trouve l'église Saint-Nicolas.
La forteresse a été créée au IVe siècle (Shuris-tsikhe). Elle a été considérablement agrandie par les Omeyyades au VIIe siècle et plus tard, par le roi David le Bâtisseur (1089-1125). Les Mongols l'ont rebaptisée Narin Qala (c'est-à-dire, « petite forteresse »). La plupart des fortifications existantes datent du XVIe siècle et XVIIe siècle. En 1827, des parties de la forteresse ont été endommagées par un tremblement de terre et démolies.

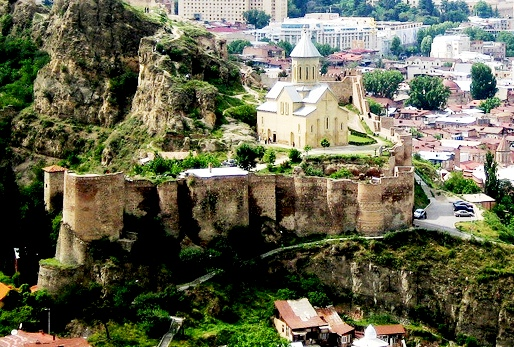
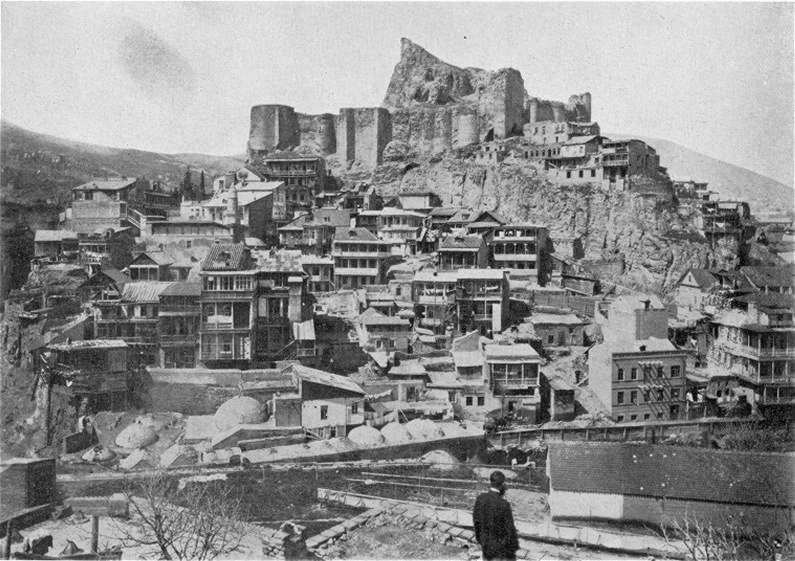
La forteresse de Narikala en 1911.
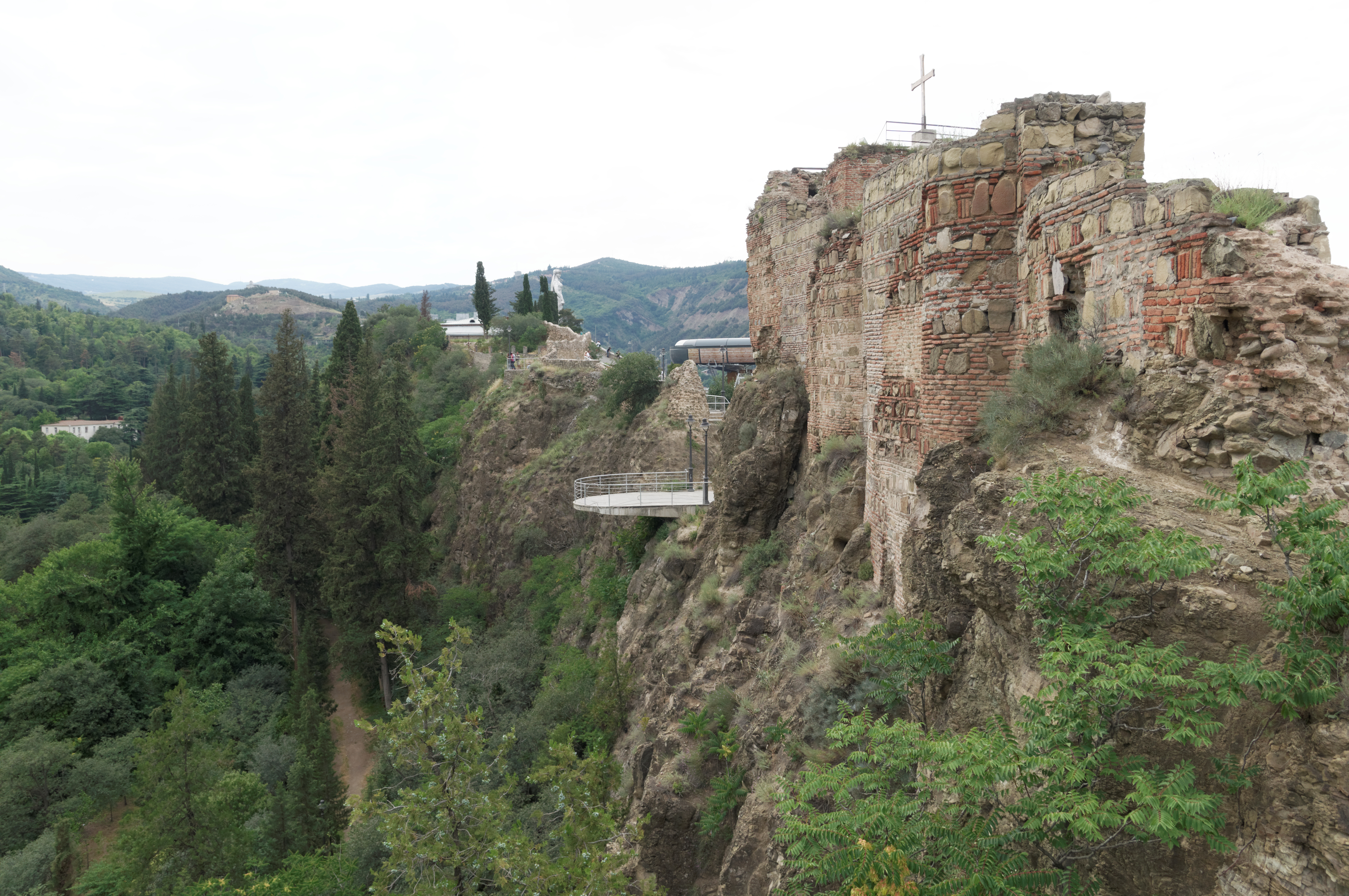
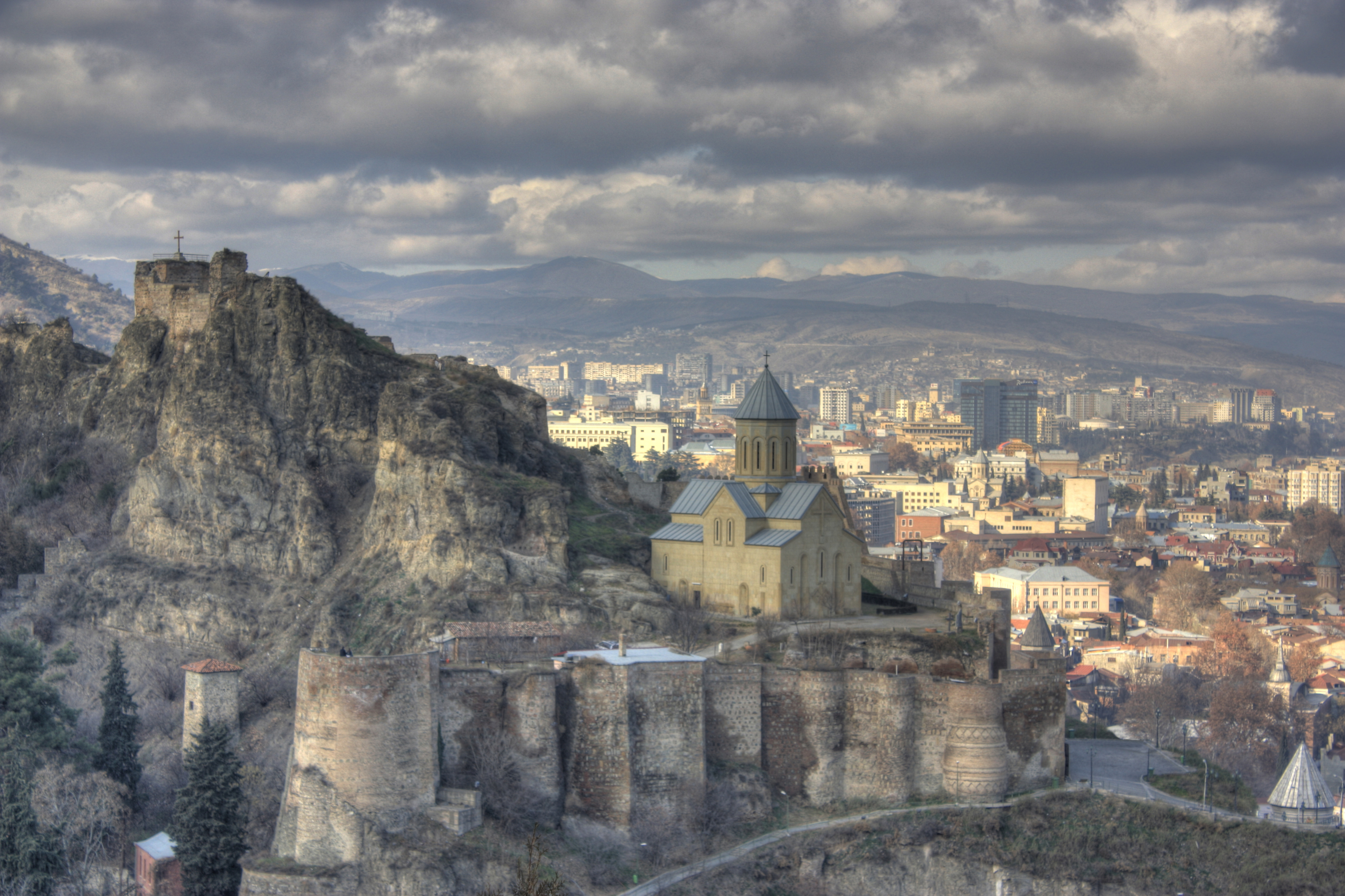
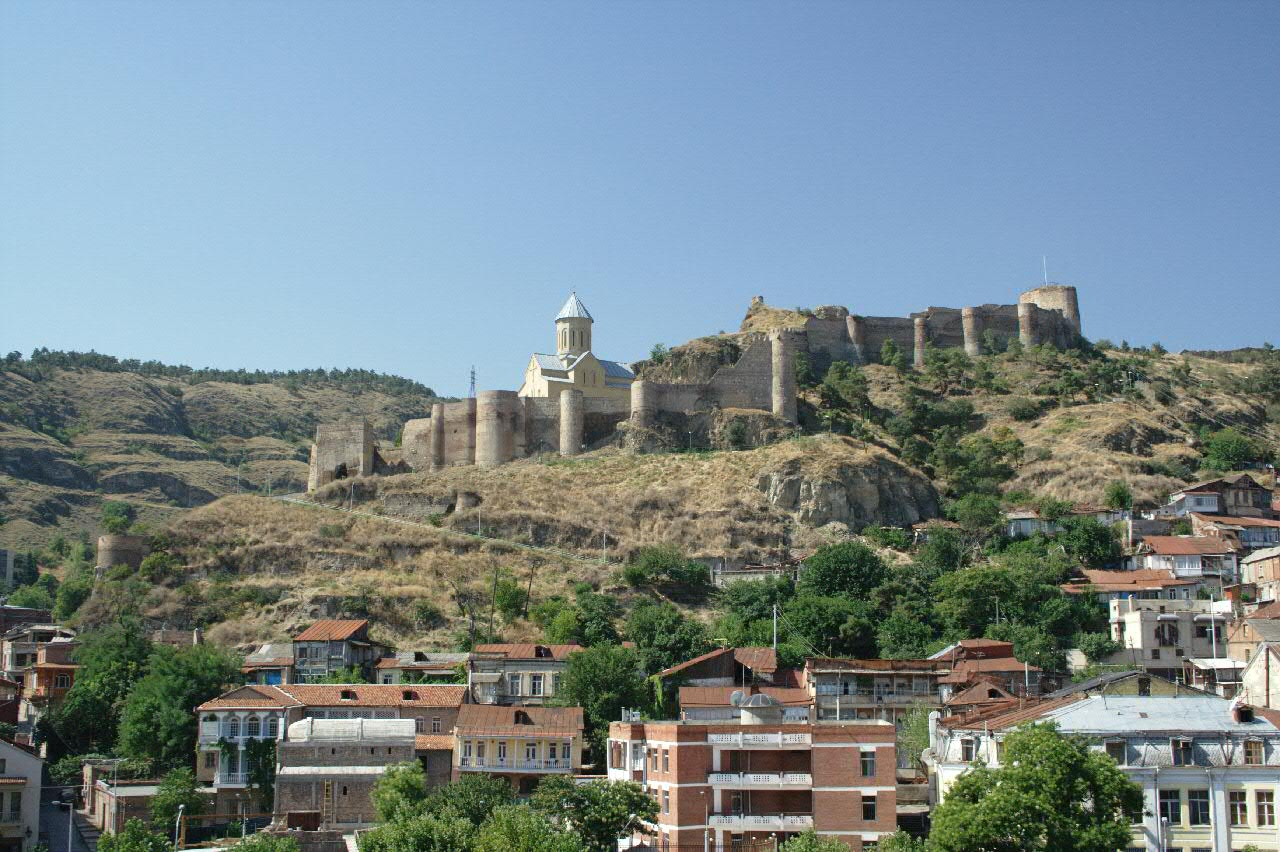
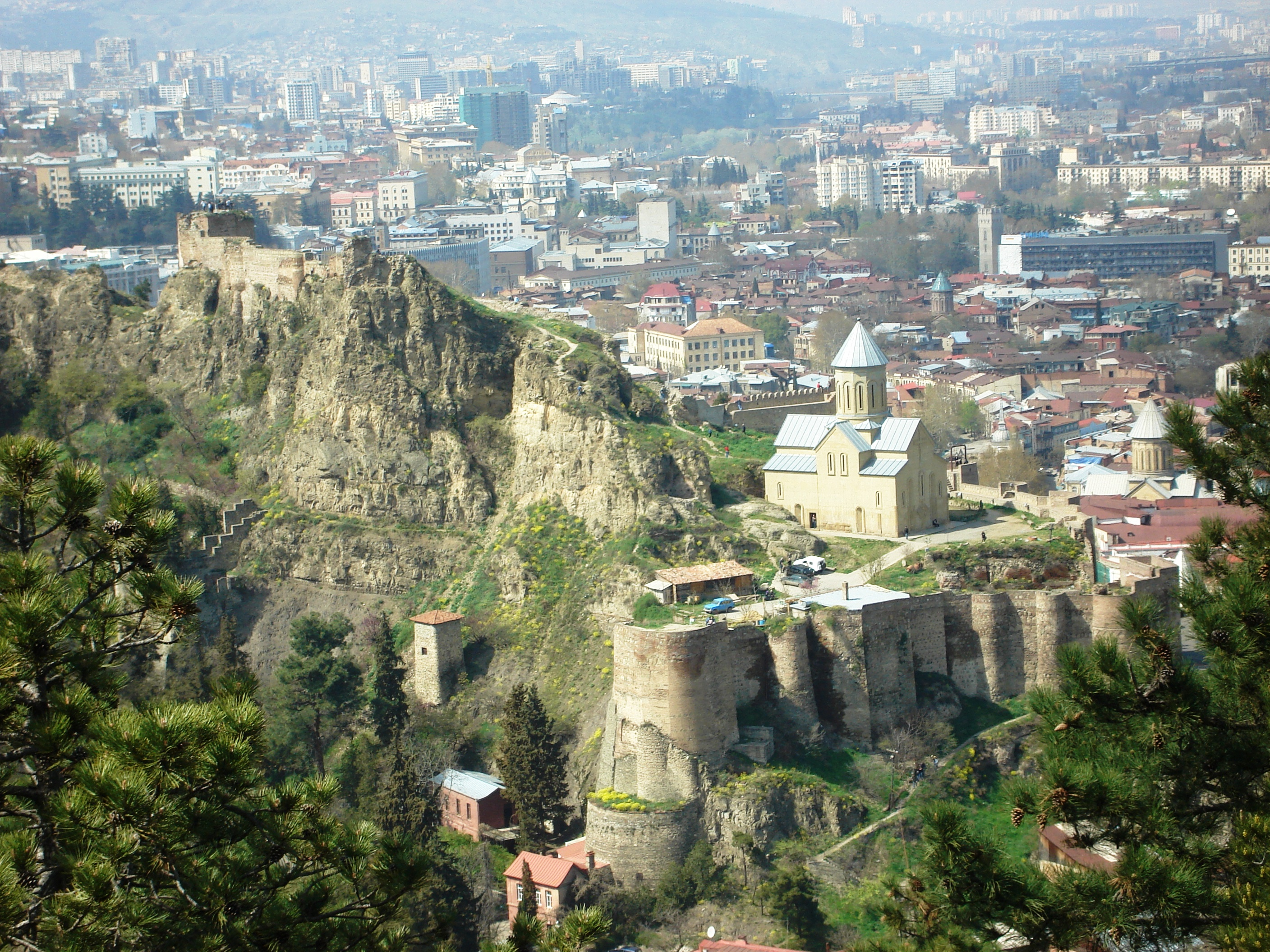
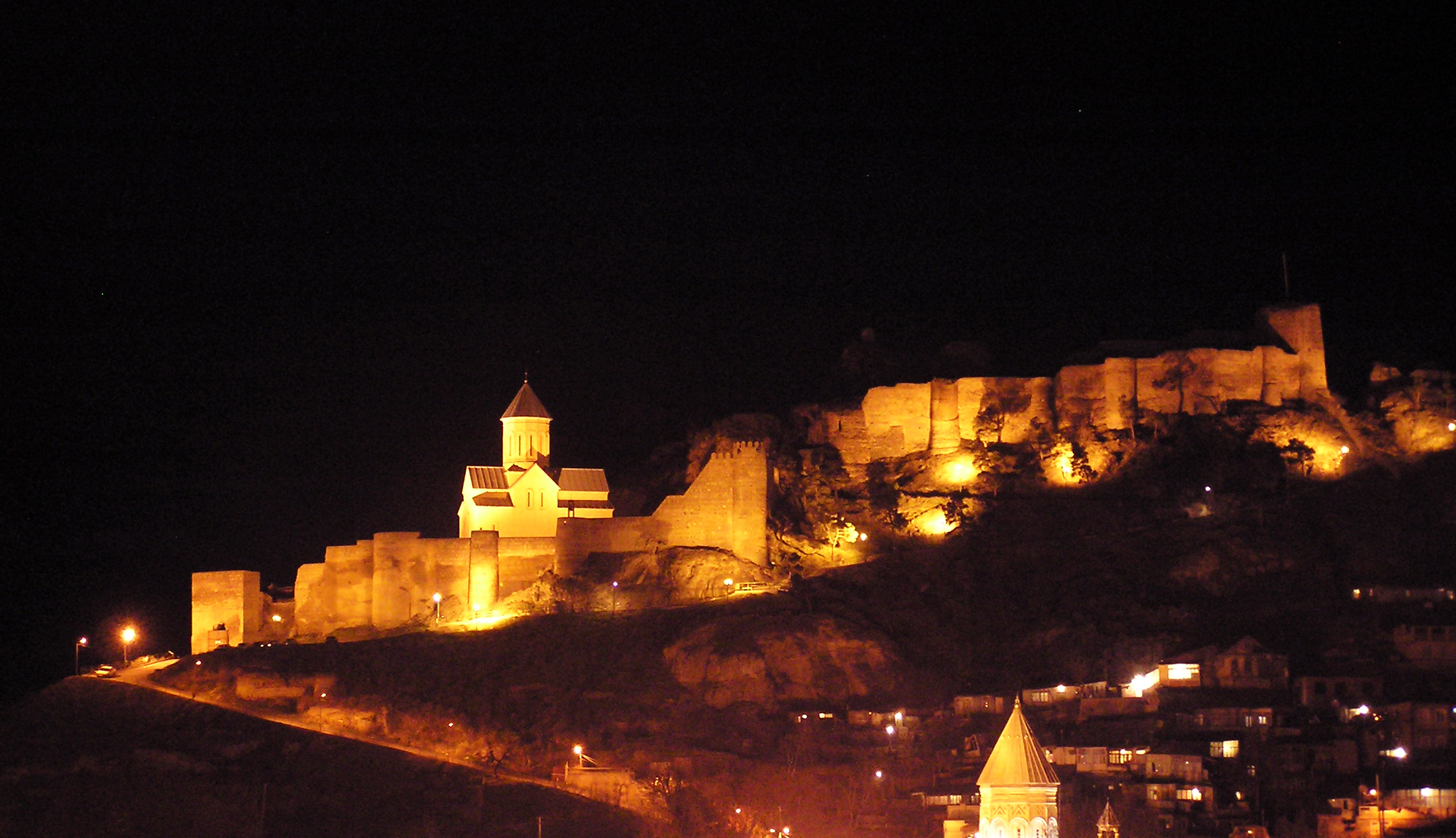
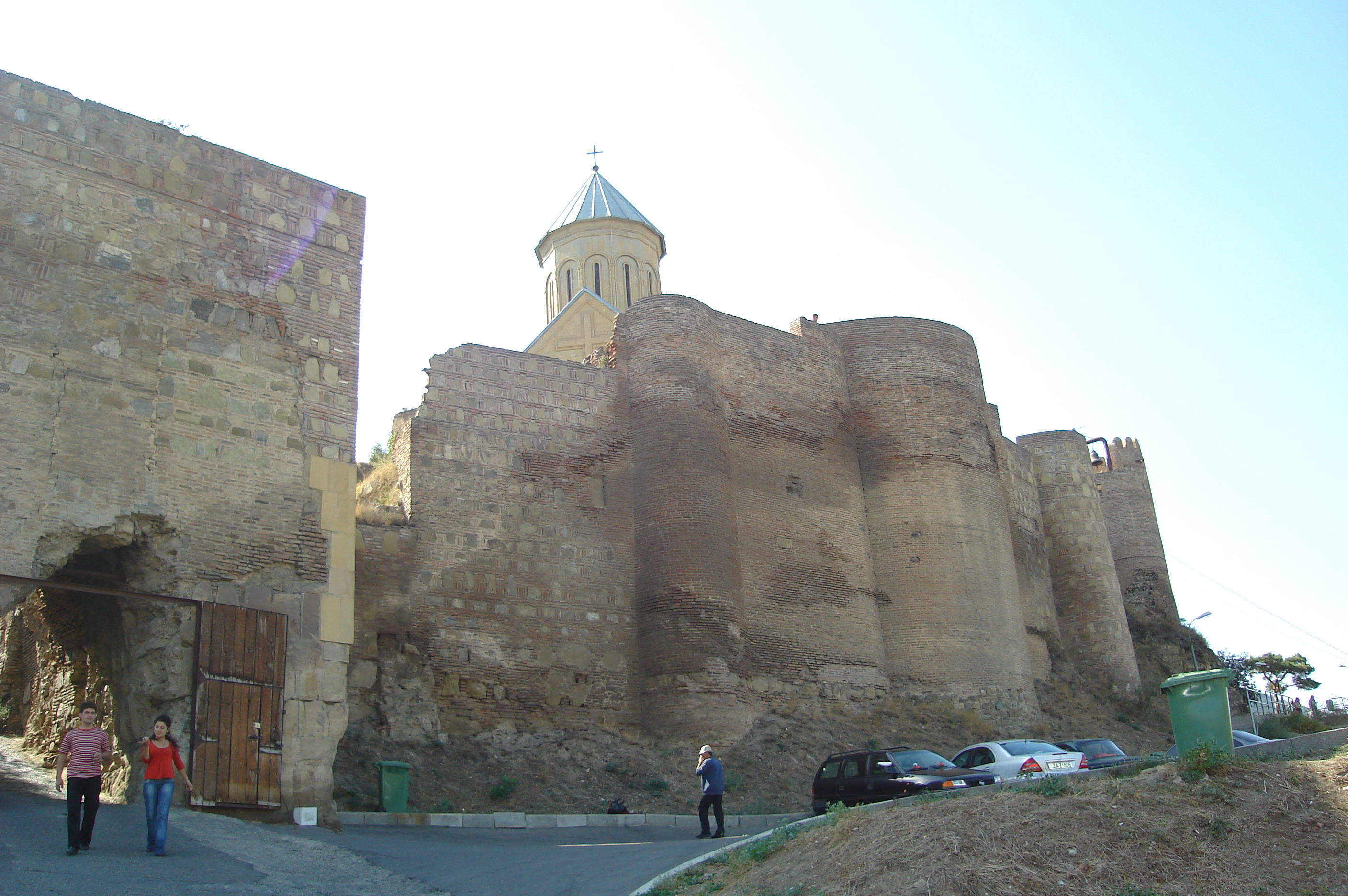
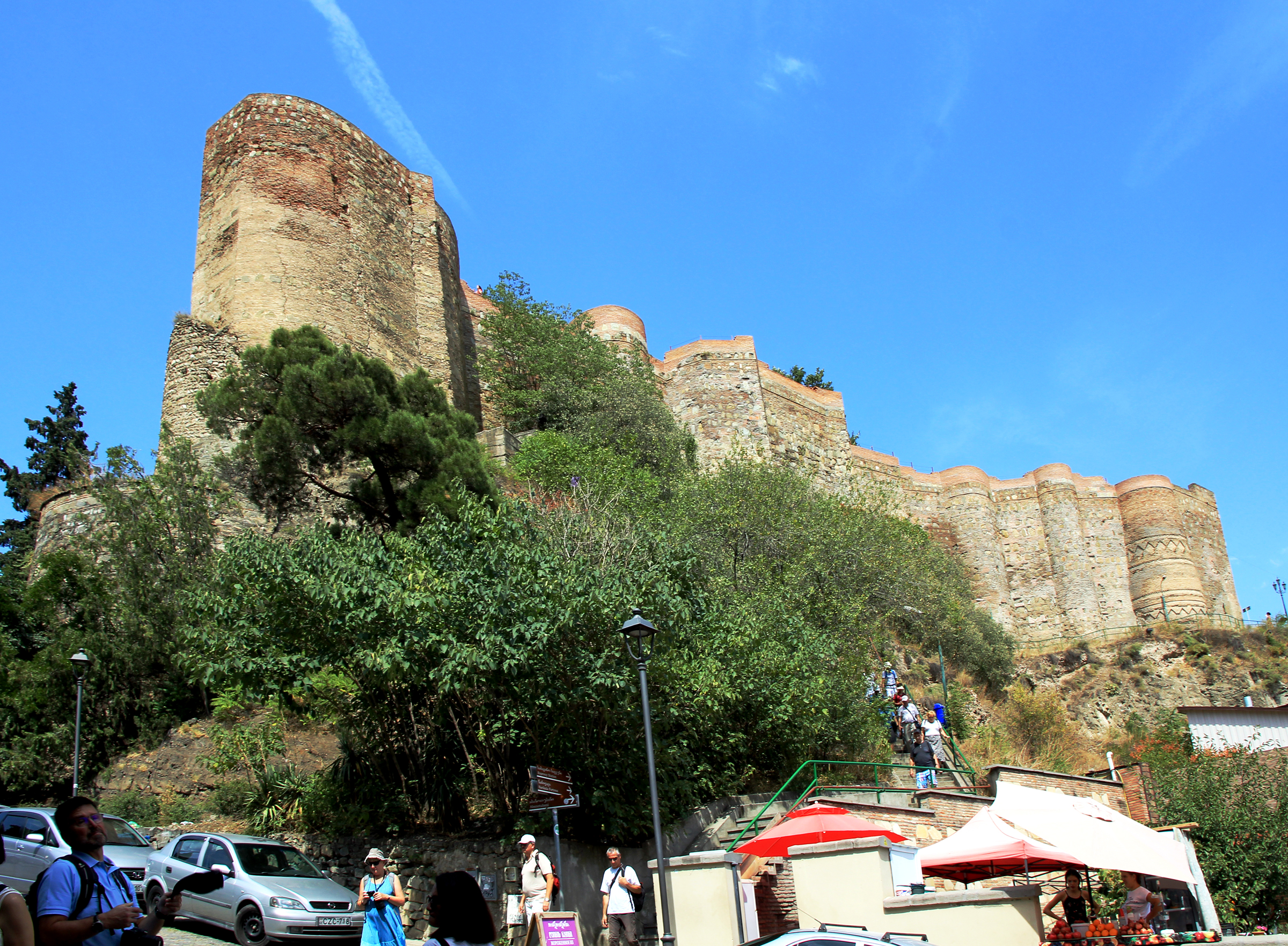